# Donzy
Donzy é uma comuna francesa na região administrativa de Borgonha-Franco-Condado, no departamento Nièvre. Estende-se por uma área de 63,67 km². Em 2010 a comuna tinha 1 605 habitantes (densidade: 25,2 hab./km²).